# The Losing Game
The Losing Game è un cortometraggio muto del 1915 scritto e diretto da Edward T. Lowe Jr..

## Produzione
Il film fu prodotto dalla Essanay Film Manufacturing Company.

## Distribuzione
Distribuito dalla General Film Company, il film - un cortometraggio in tre bobine - uscì nelle sale cinematografiche USA il 30 novembre 1915.